# Damian Lanza
Pour les articles homonymes, voir Lanza.
Damián Enrique Lanza Moyano, né le 10 avril 1982 à Cuenca (Équateur), est un footballeur équatorien. Il joue au poste de gardien de but avec l'équipe d'Équateur et le club de Genoa.
Il est le fils d’un ancien joueur de football argentin.
Lanza a participé à la coupe du monde 2006 avec l'équipe d'Équateur.

## Clubs
| Saison      | Club             | Pays     |
| ----------- | ---------------- | -------- |
| 2003 - 2005 | Deportivo Cuenca | Équateur |
| 2005 - 2006 | SD Aucas         | Équateur |
| 2006 - 2007 | AC Arezzo        | Italie   |
| 2007 - 2009 | Genoa CFC        | Italie   |

## Palmarès
- Champion d'Équateur en 2004 avec le Deportivo Cuenca.
- 5 sélections en équipe nationale.